# Nikolái Piskunov
Nikolái Semiónovich Piskunov (1908-1977) fue un matemático soviético. Conocido por su libro básico sobre cálculo diferencial e integral, especialmente para la educación matemática de estudiantes de ciencias e ingeniería.
Desde 1941 trabajó en el Instituto Steklov de Matemáticas y fue premiado como Científico de Honor de la RSFS de Rusia en 1965.

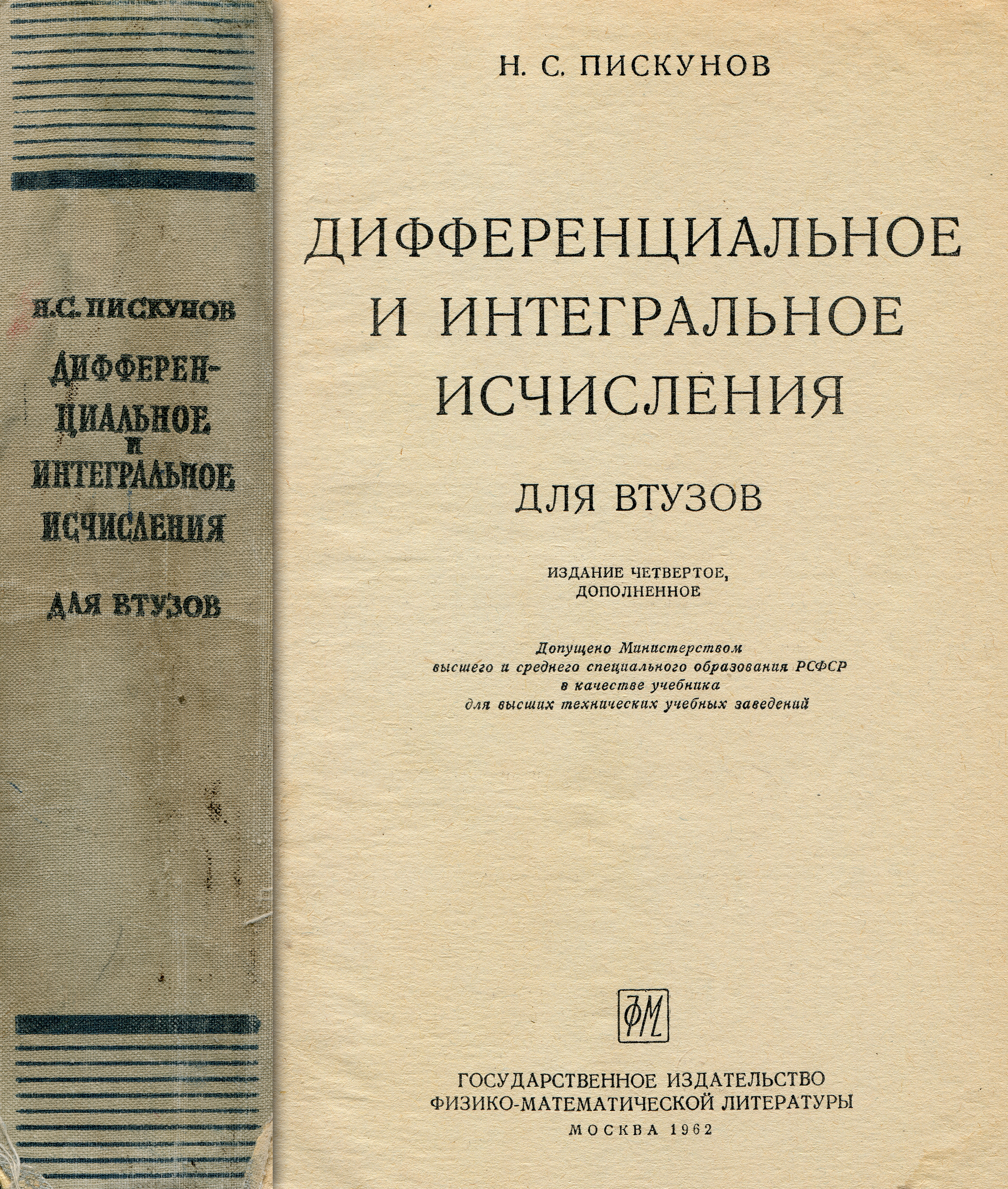
Portada del libro Cálculo Diferencial e Integral de 1962

## Obra escrita
- Calculo Diferencial e Integral, Tomo I, Editorial Mir, 1968; 534 p.
- Calculo Diferencial e Integral, Tomo II, Editorial Mir, 1969; 448 p.

- Datos: Q3341686